# Minettia obscura
Minettia obscura är en tvåvingeart som först beskrevs av Friedrich Hermann Loew 1861.  Minettia obscura ingår i släktet Minettia och familjen lövflugor. Inga underarter finns listade i Catalogue of Life.